# Spieß (Schach)
Als Spieß bezeichnet man im Schach ein Taktikelement, bei dem Dame, Turm oder Läufer eine hochwertige Figur des Gegners bedrohen, beispielsweise dem gegnerischen König Schach bieten, und nach dessen Wegzug eine hinter dem König befindliche Figur bedrohen oder schlagen. Der Spieß ist eine Form des Doppelangriffs.
|   | a | b | c | d | e | f | g | h |   |
| 8 |   |   |   |   |   |   |   |   | 8 |
| 7 |   |   |   |   |   |   |   |   | 7 |
| 6 |   |   |   |   |   |   |   |   | 6 |
| 5 |   |   |   |   |   |   |   |   | 5 |
| 4 |   |   |   |   |   |   |   |   | 4 |
| 3 |   |   |   |   |   |   |   |   | 3 |
| 2 |   |   |   |   |   |   |   |   | 2 |
| 1 |   |   |   |   |   |   |   |   | 1 |
|   | a | b | c | d | e | f | g | h |   |

Beispiel: „aufgespießte“ Dame
 Der Spieß ist mit der Fesselung verwandt, mit dem Hauptunterschied, dass hier die wertvollere Figur vor jener mit niedrigerem Wert steht. Der Gegner wird gedrängt, diese Figur in Sicherheit zu bringen, wodurch die niederwertige Figur exponiert wird und geschlagen werden kann. Ein Spieß kann nur mit Dame, Läufer oder Turm realisiert werden.
Im Beispiel auf der linken Seite wird die schwarze Dame durch den weißen Läufer „aufgespießt“. Der schwarze Spieler wird vernünftigerweise die Dame bewegen, wodurch der Turm verwundbar wird. Der Spieß in diesem Beispiel ist nicht absolut: Der schwarze Spieler wird aller Wahrscheinlichkeit nach die Dame aus der Bedrohung entfernen, muss dies aber nicht unbedingt tun.
|   | a | b | c | d | e | f | g | h |   |
| 8 |   |   |   |   |   |   |   |   | 8 |
| 7 |   |   |   |   |   |   |   |   | 7 |
| 6 |   |   |   |   |   |   |   |   | 6 |
| 5 |   |   |   |   |   |   |   |   | 5 |
| 4 |   |   |   |   |   |   |   |   | 4 |
| 3 |   |   |   |   |   |   |   |   | 3 |
| 2 |   |   |   |   |   |   |   |   | 2 |
| 1 |   |   |   |   |   |   |   |   | 1 |
|   | a | b | c | d | e | f | g | h |   |

aufgespießter König
 Im Unterschied dazu ist im zweiten Beispiel (rechts) der weiße König in absoluter Weise „aufgespießt“: Er kann den schwarzen Läufer nicht schlagen, und er kann auch nicht im Schach verharren. Daher muss Weiß den König ziehen. Schwarz gibt seinen Läufer für die weiße Dame und erringt so ausreichenden Materialvorteil, um das Spiel für sich zu entscheiden.

Spieße treten in Spielen zwischen versierten Schachspielern seltener auf als Fesselungen. Sie sind stärker, da der angegriffene Spieler nur in seltenen Fällen einen Materialverlust vermeiden kann, und wirken sich oft spielentscheidend aus.

## Beispiele
- Studie von Josef Kling Chess Weekly, 1849
- Studie von Alexei Sergejewitsch Selesnjow, Schachmaty, 1924
- Studie von Ado Kraemer und Walther Freiherr von Holzhausen, Magdeburger Zeitung, 1930
- Studie von Alexander Hildebrand, Lommer-Jubiläumsturnier, 1970

## Weblink
- Studie von Michail Sinar, Tscherwony Girnik, 1977 mit mehrfachem Echo eines Spießes